# Aéroport de Kisangani-Simisini
La base aérienne de Kisangani Simisini (code OACI : FZIA) est un aéroport militaire de la ville de Kisangani, chef-lieu de la province de la Tshopo en République démocratique du Congo. 
Situé dans la partie ouest de Kisangani, un kilomètre au nord du fleuve Congo, la majeure partie de son trafic a été transférée à l’aéroport international de Bangoka. L’aéroport est maintenant un aérodrome militaire, même s'il est également desservi par des vols humanitaires et certaines opérations privées. 
Les balises VOR-DME (ident : KGI ) et de balisage non directionnel (ident : KIS ) de Bangoka sont situées à 9,6 milles marins (17,7792 km) et 12,1 milles marins (22,4092 km), respectivement, à l’est de l’aéroport, à l’aéroport international de Bangoka,.

## Histoire

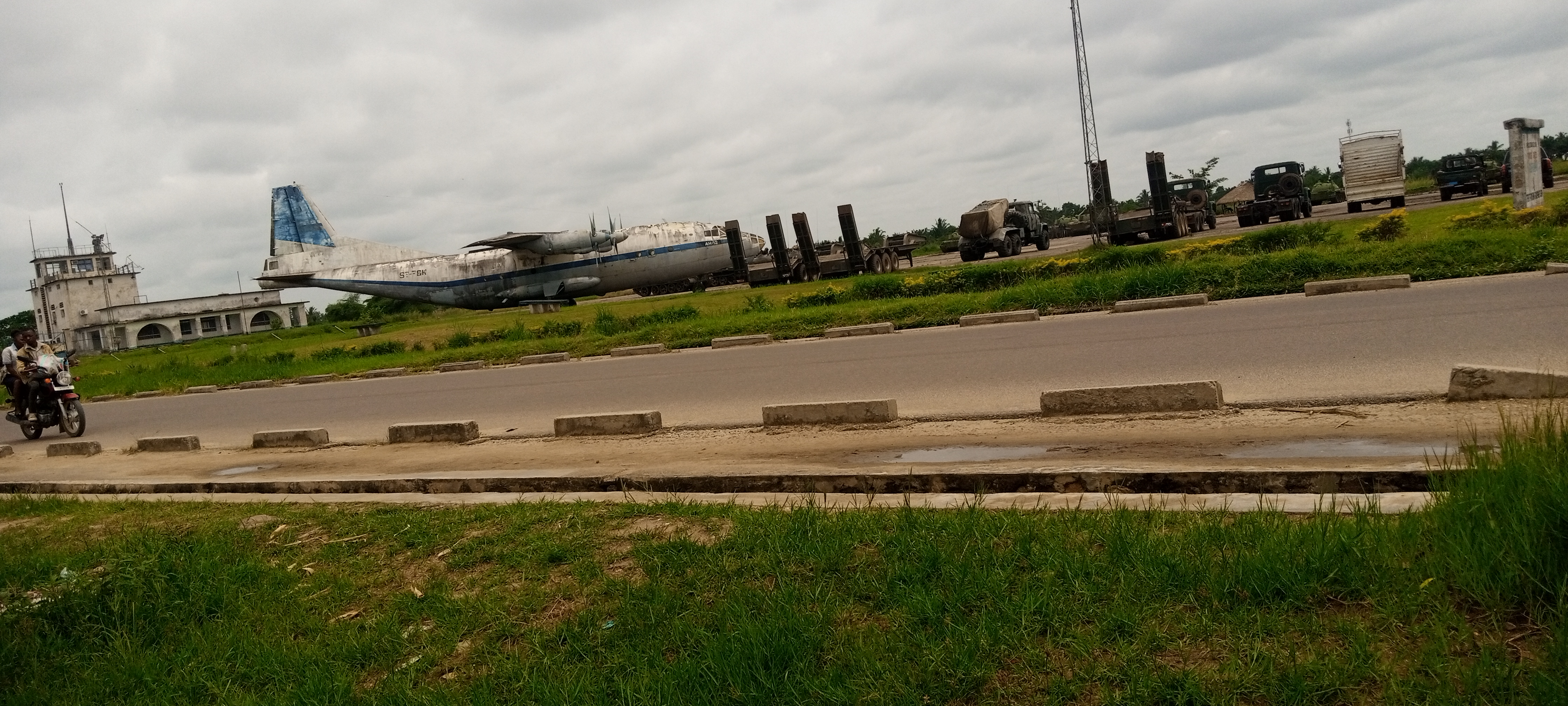
L'aéroport en 2022.

Il s'agissait, à l'origine, de l'unique aéroport de la ville, qui s'appelait alors Stanleyville. Lors de l'indépendance du Congo et des luttes qui s'ensuivirent, il fut le théâtre de violents combats lors de la rébellion Simba et de l'opération Dragon rouge en 1964.

## Voir également
- Transports en République démocratique du Congo